# يان ماكان
يان ماكان (بالإنجليزية: Ian McCann)‏ هو لاعب كرة قدم أسترالية أسترالي، ولد في 28 أغسطس 1933، وتوفي في 16 فبراير 2018.

## وصلات خارجية
- يان ماكان على موقع AustralianFootball.com (الإنجليزية)
- يان ماكان على موقع AFLtables.com (الإنجليزية)